# Kombe (langue)
Pour les articles homonymes, voir Ngumbi.
 (mars 2021).
Si vous disposez d'ouvrages ou d'articles de référence ou si vous connaissez des sites web de qualité traitant du thème abordé ici, merci de compléter l'article en donnant les références utiles à sa vérifiabilité et en les liant à la section « Notes et références ».
La langue kombe, ou ngumbi, est une langue bantoue côtière parlée par le peuple Kombe de Guinée équatoriale, un des peuples Ndowe de la côte. Elle est mutuellement intelligible avec le yasa.